# او به شکار می‌رود
او به شکار می‌رود (انگلیسی: He Would a Hunting Go) یک فیلم کوتاه کمدی به کارگردانی جرج نیکولز است که در سال ۱۹۱۳ منتشر شد.

## گزیدهٔ بازیگران
- راسکو آرباکل
- آلیس دونپورت
- هنک من
- هری مک‌کوی
- اَل سنت جان